# Hypodryas impunctata
Hypodryas impunctata är en fjärilsart som beskrevs av Hoffmann 1911. Hypodryas impunctata ingår i släktet Hypodryas och familjen praktfjärilar. Inga underarter finns listade i Catalogue of Life.